# Reichstag (Impero tedesco)

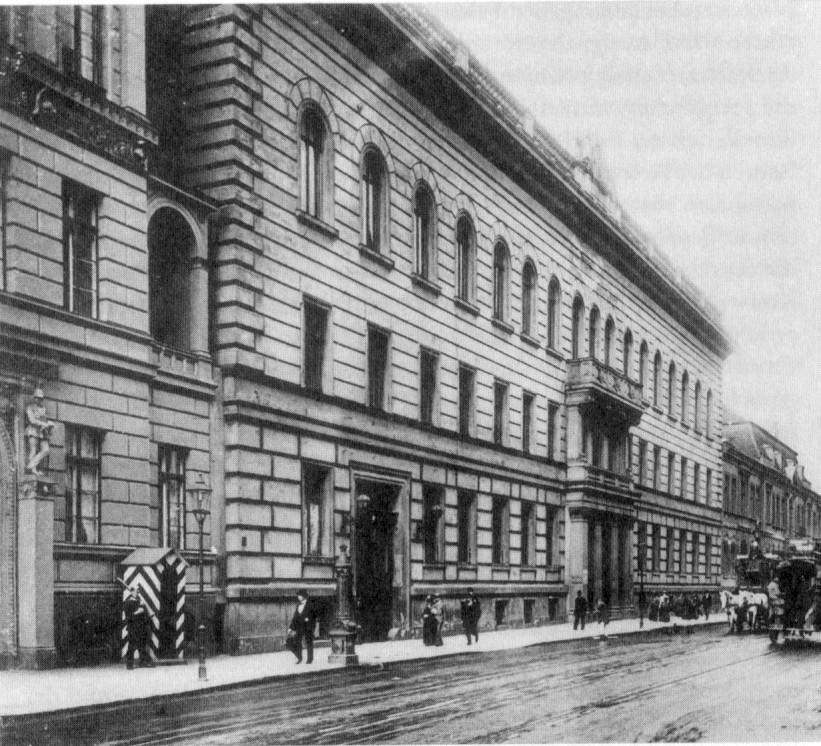
Sede iniziale del Reichstag, a Leipziger Strasse 4

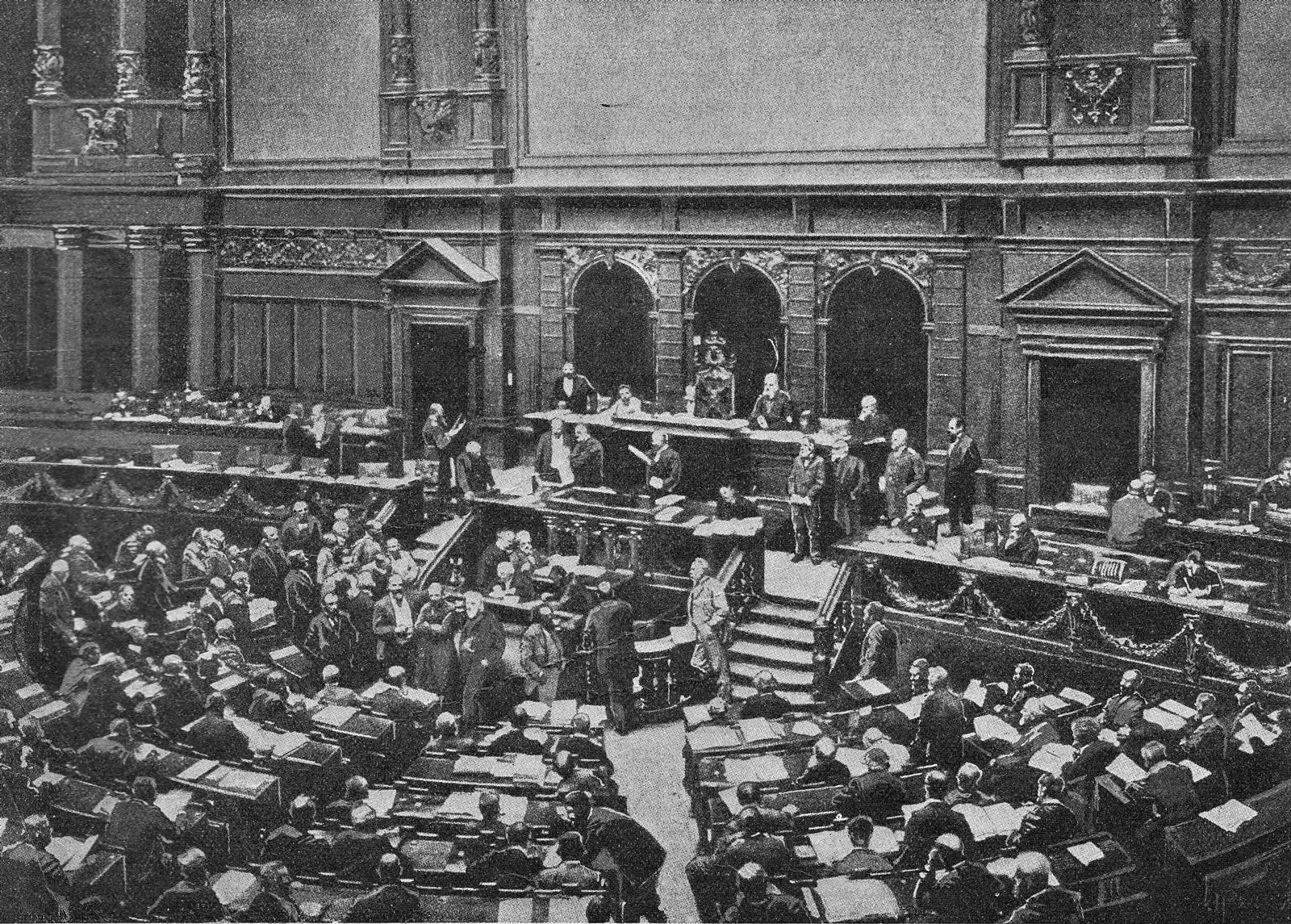
Sala del Parlamento del Reichstag, 1906 nell'edificio del Reichstag

Circoscrizioni elettorali del Reichstag

Il Reichstag fu il parlamento dell'Impero tedesco dal 1871 al 1918. Fu erede dell'organo rappresentativo della Confederazione Tedesca del Nord, che aveva lo stesso nome e la stessa posizione nel sistema politico. Oltre all'Imperatore tedesco il Reichstag incarnava l'unità dell'Impero ed era quindi un organo unitario. Rappresentava l'elemento nazionale e democratico insieme al federalismo degli stati e al potere esecutivo monarchico-burocratico (Cancelliere) nella struttura del potere dell'impero.
Insieme al Consiglio federale, esercitava la legislazione nel Reich e aveva la codecisione sul bilancio del Reich. Aveva anche alcuni diritti di controllo sull'esecutivo. 
Il Reichstag veniva eletto con una delle leggi elettorali più avanzate del suo tempo; prima per tre anni, poi per cinque. In linea di principio, a tutti gli uomini di età superiore ai 25 anni era concesso di votare, con restrizioni, ad esempio per i minorenni. Il Reichstag si riuniva anche durante la prima guerra mondiale. Nella rivoluzione di novembre, del 9 novembre del 1918, tuttavia, il Consiglio dei rappresentanti del popolo impedì un'altra sessione del Reichstag. Quindi l'ultima seduta si tenne il 26 ottobre 1918. Gli succedette l'Assemblea nazionale di Weimar dal 6 febbraio 1919.

## Elezioni
La costituzione imperiale del 16 aprile 1871 non cambiò nulla nella forma giuridica del parlamento, a differenza del Reichstag della Confederazione della Germania del Nord attraverso la sua costituzione federale del 17 aprile 1867. La legge elettorale federale o la legge elettorale del Reich del 1869 si basava su quella del 1849. 
I deputati erano eletti con un diritto di voto generale, eguale e segreto ma solo per gli uomini. Tutti gli uomini di età pari o superiore a 25 anni avevano diritto al voto. Questo diritto di voto era molto ampio in ambito internazionale, poiché nella maggior parte degli altri paesi era limitato.
Anche le persone in servizio militare attivo non potevano votare (tuttavia, avevano il diritto di candidarsi alle elezioni) perché i politici volevano evitare la politicizzazione dei militari, così come le persone che avevano bisogno di sostegno pubblico, come i poveri, le persone che erano state processate per fallimento o insolvenza o che erano state inabilitate da una decisione del tribunale che aveva loro negato i diritti civili. Alle elezioni del Reichstag del 1912, il 22,2% della popolazione (14.442 milioni di uomini) aveva diritto di voto (in confronto: solo il 16% in Gran Bretagna e il 28% negli Stati Uniti). Questa percentuale era significativamente superiore alla percentuale di elettori alle elezioni statali nei singoli stati, ad esempio in Baviera o in Sassonia, dove il diritto di voto era ancora legato ad alcune limitazioni.

### Importanza dei ballottaggi
La votazione era effettuata nei collegi elettorali individuali con diritto di voto a maggioranza assoluta. Quindi c'erano solo parlamentari eletti direttamente. Veniva eletto colui il quale era stato in grado di raccogliere la maggioranza assoluta dei voti nel primo scrutinio. Se ciò non avveniva, c'erano delle elezioni di ballottaggio tra i due candidati con il maggior numero di voti. Il ballottaggio era diventato sempre più importante durante le elezioni del Reichstag dell'impero. Mentre nelle elezioni del Reichstag del 1874 ce ne furono solo 46 sulle 397 circoscrizioni (11,6%), nel 1890 ce ne furono già 147 (37%) e in quelle del 1912 addirittura 190 (47,9%).
Questa era una conseguenza del fatto che l'importanza delle "roccaforti" dei partiti diminuiva, mentre di andava affermando la socialdemocrazia come movimento di massa in tutto l'impero. I socialdemocratici furono coinvolti in un numero crescente di ballottaggi (nel 1912 in 120 sul totale di 190), anche se di questi ne vinsero solo 45 perché i candidati socialdemocratici dovettero affrontare, quasi dovunque, una grande coalizione di tutti i partiti borghesi. I partiti liberali del centro ebbero particolare successo nei ballottaggi, in quanto raramente riuscivano ad ottenere il seggio nelle elezioni del primo turno. Ad esempio, i liberali nazionali parteciparono a 68 ballottaggi, nel 1912, vincendo in 41 circoscrizioni. Solo 3 loro candidati avevano avuto successo nel primo scrutinio. Il Partito progressista tedesco prese parte a 55 ballottaggi nel 1912, di cui 42 vinti. Nel primo scrutinio, non aveva ottenuto alcun mandato diretto.

### Conseguenze della divisione elettorale
Nel 1871 il Reichstag era composto da 382 parlamentari, che dal 1874 divennero 397, perché furono aggiunti quindici collegi elettorali dell'Alsazia-Lorena. Questo numero rimase tale fino alla fine dell'impero. I collegi elettorali erano stati inizialmente strutturati in modo da avere circa 100.000 persone. Le eccezioni erano otto piccoli stati che costituivano i propri collegi elettorali, anche se avevano meno di 100.000 abitanti. Poiché i confini del collegio elettorale erano basati sui confini dei singoli stati tedeschi, alcuni collegi erano costituiti da aree ampiamente separate. Ad esempio, il collegio elettorale 1 nel Ducato di Braunschweig comprendeva l'area intorno alla città di Braunschweig, ma anche Thedinghausen (vicino a Brema) e Blankenburg (nell'Harz). Il collegio elettorale 1 nel Granducato di Oldenburg comprendeva l'area intorno alla città di Oldenburg e anche alcune aree del Principato di Lubecca in Holstein e del Principato di Birkenfeld sulla parte superiore del Nahe. La frammentazione dei collegi elettorali nei territori della Turingia era particolarmente pronunciata. 
A causa del diverso sviluppo della popolazione, principalmente a causa della migrazione interna verso le grandi città e i centri industriali, si verificarono grandi differenze nella popolazione dei singoli collegi elettorali. Nel 1912 c'erano dodici collegi elettorali, in tutto l'impero, con meno di 75.000 abitanti, ma anche dodici collegi con oltre 400.000 abitanti (di cui il più grande, il collegio elettorale Potsdam 10: Teltow-Beeskow-Storkow-Charlottenburg, con 1.282.000 abitanti). Tutti i collegi elettorali, tuttavia, eleggevano un solo deputato. Nell'elezione nei collegi elettorali basata sul censimento del 1864, che non cambiò da allora, erano svantaggiati i partiti che avevano il loro elettorato nelle città. D'altra parte, la piccola dimensione dei collegi elettorali che coincidevano con i singoli piccoli stati non doveva essere vista come uno svantaggio, perché la struttura federale dell'impero giustificava certamente un seggio indipendentemente dalla popolazione, come nel caso di Schaumburg-Lippe spesso menzionato nella letteratura.
La legge elettorale del 1869 stabiliva che non l'amministrazione per ordinanza, ma la legislazione avrebbe adattato la divisione elettorale ai tempi. Il Reichstag era sospettoso dell'amministrazione, che aveva regolarmente operato la geometria elettorale nelle elezioni statali prussiane. Ma il legislatore comprendeva anche il Consiglio federale, che impedì che la divisione legislativa del collegio elettorale venisse modificata nei decenni successivi.

## Composizione e modalità di funzionamento

### Parlamentari

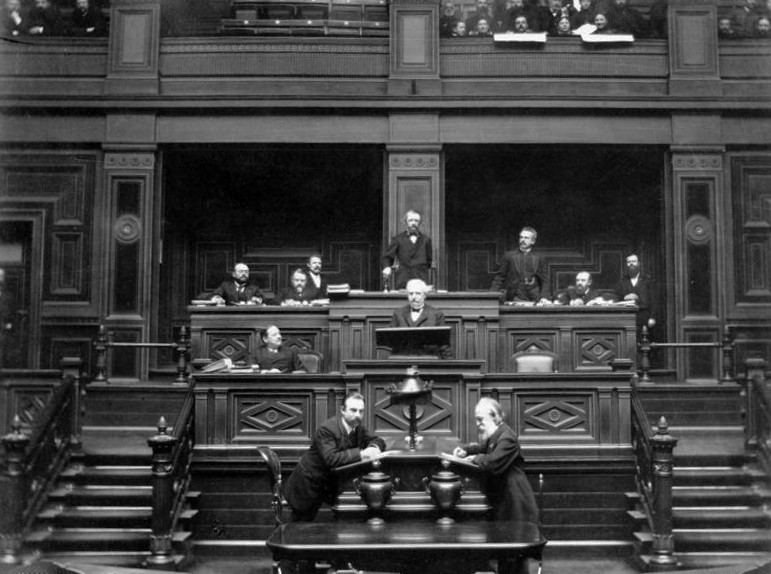
Leggio, presidio e stenografi

I deputati erano considerati rappresentanti di tutto il popolo imperiale e godevano dell'immunità. Ciò comportò anche la protezione dei dipendenti pubblici dalle sanzioni disciplinari per le loro azioni politiche in qualità di parlamentari. 
La separazione tra esecutivo e parlamento venne fortemente enfatizzata. Un membro del parlamento che veniva nominato al Reichsleitung o ad un governo statale doveva dimettersi dal suo mandato. 
Le cariche non erano retribuite perché non avrebbero dovuto esserci politici professionisti. In pratica, questo significava che i deputati dovevano avere tempo libero e che potessero permettersi questo incarico finanziariamente. I candidati che non erano ricchi erano quindi svantaggiati. Ad esempio, avvocati e giornalisti erano in grado di combinare la loro professione con l'essere membri del parlamento. Al contrario, la maggior parte degli imprenditori era raramente disponibile a causa del proprio lavoro. Questo valeva ancora di più per gli altri lavoratori. 
Una forma di introito poteva essere il supporto del proprio partito o di un gruppo di interesse. Il DOCUP, ad esempio, pagava ai suoi parlamentari una sorta di stipendio dal 1876. Inoltre, numerosi parlamentari erano impiegati come funzionari o giornalisti per la stampa di partito. Nel 1898, circa il 40% dei parlamentari socialisti erano impiegati del partito e un altro 15-20% lavorava per i sindacati liberi. Nel campo conservatore, la Federazione degli agricoltori forniva sostegno finanziario ai parlamentari e in cambio si aspettava un sostegno politico. Anche le associazioni degli industriali e la Chiesa cattolica agivano in modo simile, almeno dal 1906. Tuttavia, i 3000 marchi all'anno erano troppo pochi per sopravvivere. La pratica dimostrò che queste disposizioni non potevano impedire qualcosa di simile ad avere politici di professione.

### Convocazione e scioglimento
|                       | 1871 | 1874 | 1877 | 1878 | 1881 | 1884 | 1887 |
| --------------------- | ---- | ---- | ---- | ---- | ---- | ---- | ---- |
| Ultra conservatori    | 57   | 22   | 40   | 59   | 50   | 78   | 80   |
| Conservatori          | 37   | 33   | 38   | 57   | 28   | 28   | 41   |
| Liberali nazionali    | 125  | 155  | 128  | 99   | 47   | 51   | 99   |
| Partito progressista  | 46   | 49   | 35   | 26   | 60   | -    | -    |
| Associazione liberale | -    | -    | -    | -    | 46   | -    | -    |
| Freisinn              | -    | -    | -    | -    | -    | 67   | 32   |
| Centro                | 63   | 91   | 93   | 94   | 100  | 99   | 98   |
| Socialdemocratici     | 2    | 9    | 12   | 9    | 12   | 24   | 11   |
| Minoranze             | 21   | 34   | 34   | 40   | 45   | 43   | 33   |
| Altri                 | 31   | 4    | 17   | 13   | 9    | 7    | 3    |

Le riunioni del Reichstag erano pubbliche (Art. 22 della Costituzione del Reich), e la stampa riferiva ampiamente sui dibattiti. Il mandato elettorale era inizialmente di tre anni e dopo il 1888 venne aumento a cinque. Una legislatura era suddivisa in diverse sessioni, di solito quattro o cinque. Ognuna di queste durava da uno a quattro mesi. Se le proposte legislative, le petizioni e gli altri affari parlamentari non venivano completati in una sessione, dovevano essere presentati di nuovo nella sessione successiva. In alcuni casi potevano esserci delle eccezioni. Il Reichstag non aveva il diritto di riunirsi autonomamente, ma veniva convocato annualmente dall'imperatore, anche se era solo una formalità. 
Il Consiglio federale era autorizzato a sciogliere il Reichstag con il consenso dell'imperatore. Ma dopo lo scioglimento, le nuove elezioni dovevano svolgersi entro sessanta giorni e il Reichstag appena eletto doveva essere convocato al più tardi dopo 90 giorni. In effetti, il Reichstag fu sciolto solo quattro volte: nel 1878, 1887, 1893 e 1906. L'iniziativa veniva sempre dal Cancelliere, che sperava che i partiti che lo sostenevano avrebbero guadagnato dei deputati. Tuttavia, questo guadagno si rivelò incerto, il che spiega il basso numero di scioglimenti del Reichstag. 

### Regolamento interno e ufficio di presidenza

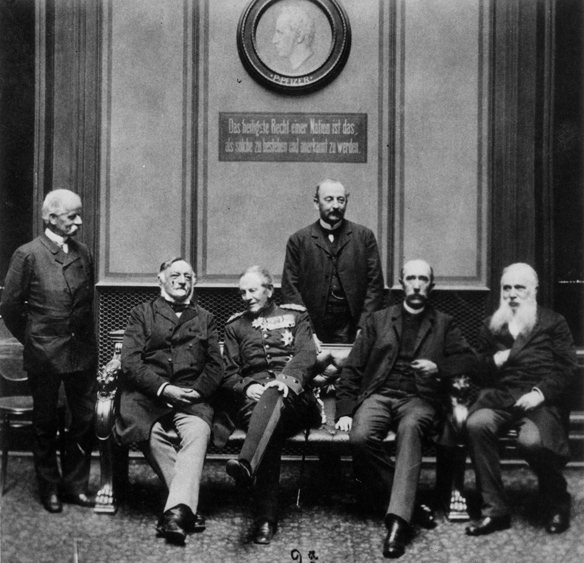
Membri del gruppo conservatore

Per la sua organizzazione interna, il Reichstag era guidato dal regolamento interno della Camera dei rappresentanti prussiana. Ciò rimase in vigore fino alla fine dell'impero e oltre fino al 1922. Secondo il regolamento interno, i discorsi dovevano essere tenuti solo dal leggio o dai seggi del parlamento. Dato che in pratica c'erano molti parlamentari attorno al tavolo, anche da lì venivano pronunciati i discorsi. Questa usanza non era punita dal presidente del Reichstag.
C'erano commissioni parlamentari, ma la loro espansione fu lenta. Il numero dei membri dipendeva dalla forza dei partiti. Nella convenzione degli anziani (ad es. il Consiglio degli Anziani) veniva concordata la presidenza del comitato. Contrariamente al regolamento interno del Reichstag della Repubblica di Weimar, non era determinato il numero o il compito di alcuni comitati.
I deputati eleggevano un presidente del Reichstag che rappresentava il Parlamento all'esterno e aveva il compito di mantenere l'ordine all'interno. Il presidente stabiliva l'ordine del giorno. Il Parlamento poteva respingerlo solo a maggioranza. Aveva anche il compito di dare la parola, anche se si basava principalmente sull'ordine dei rapporti di forza. In effetti, c'era spesso un elenco di oratori, alcuni dei quali erano in consultazione con i gruppi parlamentari nell'ambito della convenzione degli anziani. Il presidente era in grado di richiamare all'ordine i parlamentari, che se lo ignoravano, venivano espulsi dall'aula. Ad esempio, era illegale discutere della persona dell'imperatore. Se un parlamentare osava, interveniva il Presidente. 
I membri del Consiglio federale godevano di una posizione speciale in Parlamento. Quindi non rientravano nell'ordine presidenziale, ma avevano il diritto di essere ascoltati. Il Cancelliere in quanto tale non aveva il diritto di parlare. In pratica, era quasi sempre un membro del Consiglio federale. 

### Gruppi parlamentari e convenzioni degli anziani

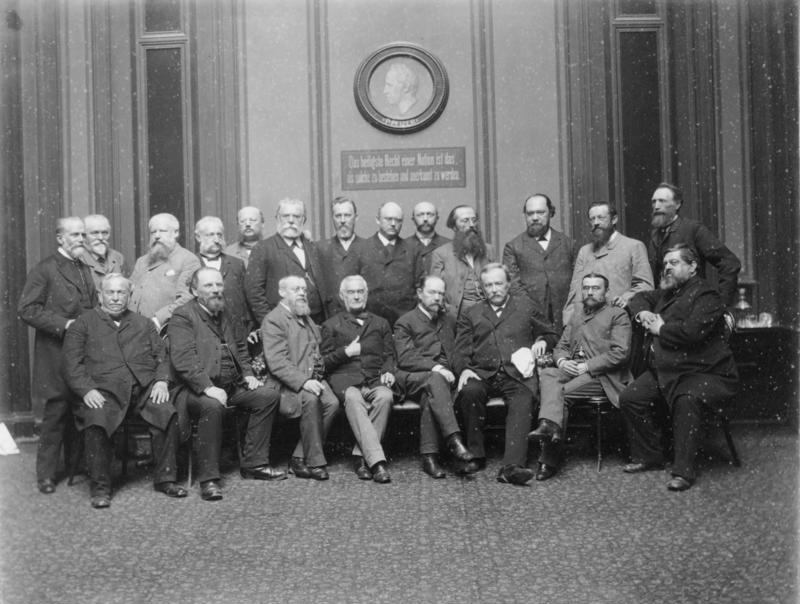
Membri del gruppo del Partito Liberale

I gruppi politici erano la struttura cruciale del Parlamento. Il Reichstag era basato sull'idea liberale di un mandato libero. Cambiare casacca non era evento raro. Tuttavia, i gruppi politici divennero un fattore centrale nei lavori parlamentari. Questi alla fine determinarono il regolamento interno, occuparono il Presidio, determinarono i relatori e la composizione delle commissioni. 
Le fazioni erano generalmente gruppi di membri dello stesso partito. I gruppi parlamentari eleggevano un consiglio direttivo del rispettivo partito. Oltre ai membri regolari, c'erano anche i cosiddetti supplenti. Erano membri che non appartenevano (ancora) alla rispettiva parte. I gruppi parlamentari erano finanziati con donazioni dai loro membri. Si tenevano riunioni regolari dei gruppi parlamentari per concordare le azioni da svolgere. 
Non c'era ufficialmente nessuna pressione da parte delle fazioni, tuttavia, la minaccia di esclusione dai gruppi politici era un importante mezzo di disciplina interna nei gruppi. Anche l'aspettativa morale di votare con il gruppo parlamentare non doveva essere sottovalutata. Alla fine, la disciplina delle fazioni prevalse sempre di più. Certo, c'era sempre la possibilità di non votare. La disciplina della fazione era più debole tra i partiti della classe media. Tra questi, il comportamento di voto individuale era tutt'altro che raro.
Anche la Convenzione degli anziani si spostò al di fuori del regolamento interno ufficiale. Questo organo parlamentare di governo riuniva i principali rappresentanti dei gruppi politici per votare, ad esempio l'ordine del giorno, sulle nomine delle commissioni o su questioni procedurali. Le decisioni della convenzione degli anziani non si basavano sul principio della maggioranza, ma venivano prese all'unanimità. A partire dal 1890 circa le fazioni furono rappresentate nel comitato proporzionalmente alla loro forza. 
La posizione del presidente del Reichstag nei confronti della Convenzione degli anziani era legata al suo sostegno politico. Se non proveniva da una fazione forte, avrebbe dovuto seguire la convenzione in misura maggiore. Inizialmente non esisteva alcun legame personale tra il Presidio del Reichstag e la Convenzione degli anziani. Fino al 1884 i membri del presidio non erano anche membri della convenzione degli anziani. Da allora, il primo vicepresidente guidò anche la convenzione degli anziani. Nel 1899, il Presidente assunse la funzione stessa.

## Compiti e diritti

### Legislazione
|                          | 1890 | 1893 | 1898 | 1903 | 1907 | 1912 |
| ------------------------ | ---- | ---- | ---- | ---- | ---- | ---- |
| Ultra conservatori       | 73   | 72   | 56   | 54   | 60   | 43   |
| Conservatori             | 20   | 28   | 23   | 21   | 24   | 14   |
| Liberali nazionali       | 42   | 53   | 46   | 51   | 54   | 45   |
| Liberali di sinistra     | 66   | 37   | 41   | 30   | 42   | 42   |
| Centro                   | 106  | 96   | 102  | 100  | 105  | 91   |
| Socialdemocratici        | 35   | 44   | 56   | 81   | 43   | 110  |
| Minoranze                | 38   | 35   | 34   | 32   | 29   | 33   |
| Antisemiti               | 5    | 16   | 13   | 11   | 22   | 10   |
| Partito popolare tedesco | 10   | 11   | 8    | 6    | 7    | -    |
| Altri                    | 2    | 5    | 18   | 11   | 11   | 9    |

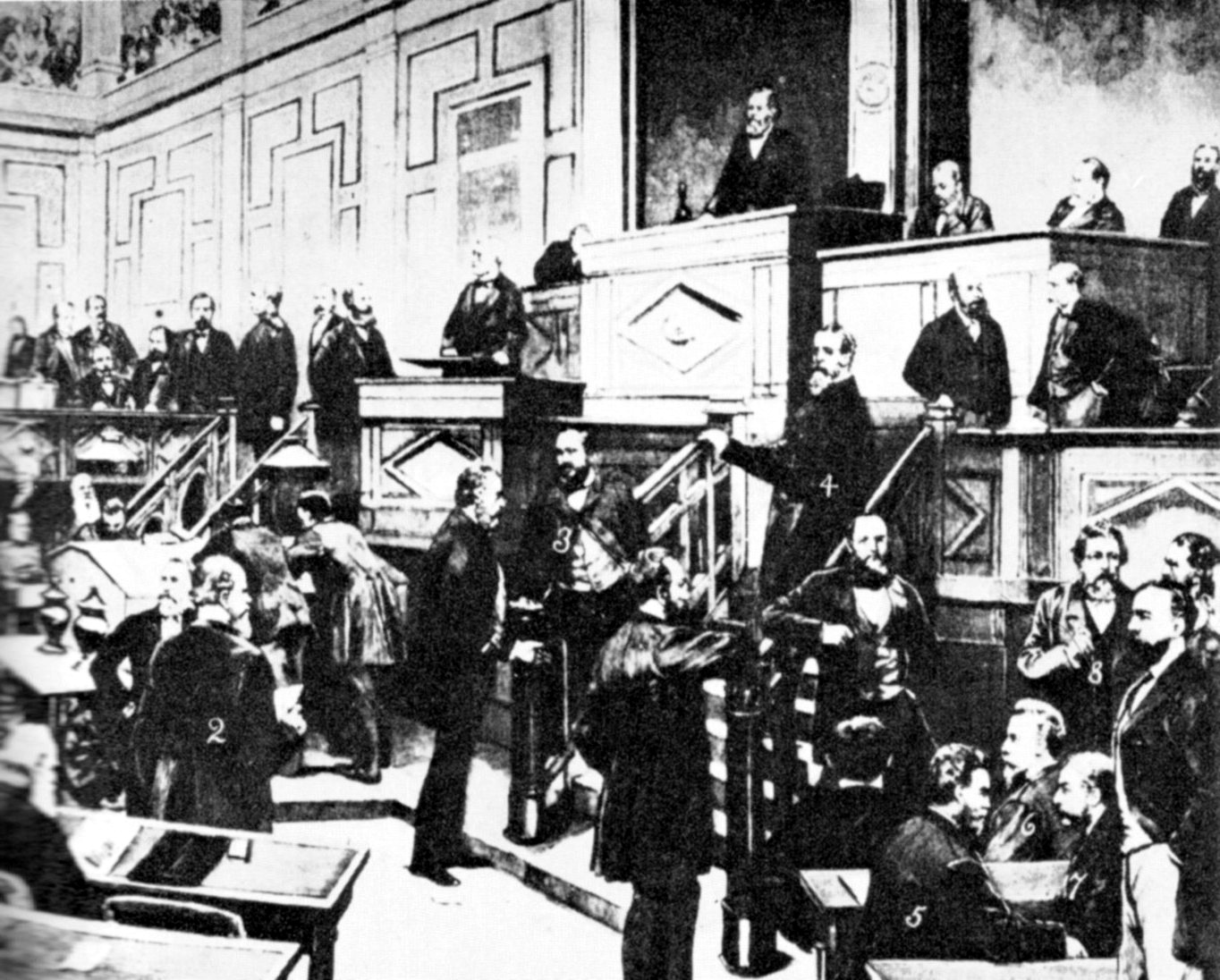
Dibattito nel Reichstag

Ai sensi dell'articolo 23, uno dei diritti centrali del Reichstag era la proposta di progetti di legge (iniziativa legislativa) e un progetto poteva diventare legge solo con l'approvazione del Reichstag. Il Reichstag condivideva entrambi i diritti con il Consiglio federale (Art. 16). Ciò corrispondeva al principio dei controlli in altri paesi. Nessuna legge era applicabile contro la volontà dei governi statali rappresentati nel Consiglio federale, ma il Consiglio federale aveva perso importanza crescente nella vita costituzionale di tutti i giorni.
In una prima lettura di un progetto di legge, doveva esserci solo un dibattito generale sui principi dello stesso. Solo in seconda lettura era possibile discutere i singoli articoli e anche apportare emendamenti. Infine, nella terza lettura, i risultati della prima e della seconda lettura dovevano essere sintetizzati. I nuovi emendamenti dovevano avere il supporto di almeno trenta deputati. Infine, l'intero progetto veniva messo ai voti.
La competenza principale del Reichstag era la legge di bilancio e quindi la decisione sul bilancio del Reich in forma giuridica (Art. 69). Mentre Bismarck aveva iniziato col proporre un bilancio triennale, il parlamento fece pressioni per un bilancio annuale. In caso di spese non programmate, era necessario presentare un bilancio supplementare. Il Parlamento non decideva sul totale, come inizialmente previsto da Bismarck, ma le spese venivano dettagliate e il Parlamento era in grado di discutere separatamente ogni argomento. In questo contesto, il dibattito sul bilancio divenne la questione centrale dell'azione del parlamento nel suo insieme. 
Vi erano restrizioni per quanto riguarda il bilancio militare. Questo non veniva deciso annualmente, ma per periodi più lunghi e fu provvisorio dal 1867 al 1874. Il bilancio militare fu quindi fissato per sette anni nei cosiddetti Septennat. Questo fu seguito da un mandato di cinque anni. Una riduzione del bilancio militare era quasi impossibile e anche il tentativo di influenzare i militari incontrò difficoltà. Negli anni il parlamento non ebbe la possibilità di partecipare a quella che era di gran lunga la più vasta area di spesa del Reich. Tuttavia, questa non era una peculiarità tedesca, ma in termini di bilancio militare c'erano restrizioni simili nella legge di bilancio in altri paesi. 
Vi erano anche limiti all'influenza parlamentare nell'area delle entrate. Le tasse e le imposte indirette venivano fissate per un lungo periodo di tempo, quindi il campo di applicazione del Parlamento era limitato. I contributi dello stato federale andavano comunque al di là delle competenze del Reichstag. Il parlamento poteva rifiutare nuove entrate, ma non avrebbe potuto farcela da solo.
I diritti di partecipazione del Parlamento erano limitati, in particolare nel settore della politica estera. Solo in aree doganali, commerciali, di trasporto e simili era necessario il consenso agli accordi internazionali (Art. 4 e 11). Ciò non si applicava alla politica delle alleanze. Tali accordi non dovevano nemmeno essere resi noti al Parlamento. La dichiarazione di guerra e pace era sotto la responsabilità dell'imperatore, il quale aveva bisogno dell'approvazione del Consiglio federale, ma non di quello del Reichstag.

### Controllo dell'esecutivo

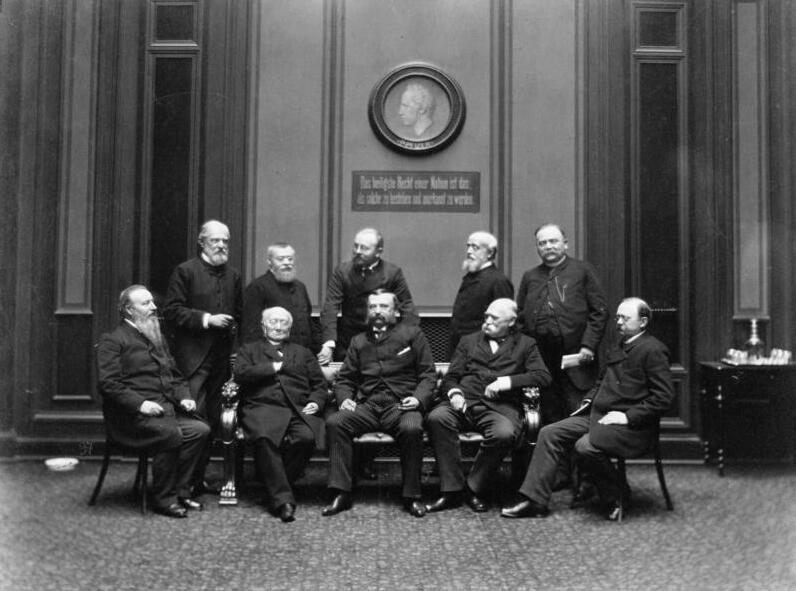
Membri del gruppo del Centro cattolico

Il Parlamento aveva il diritto di interpellanza o petizione per qualsiasi area di azione del governo, ma era richiesta l'approvazione di 30 deputati per un'interpellanza. Il Cancelliere non era obbligato ad apparire nel Reichstag o a rispondere. In pratica, tuttavia, i Cancellieri lo facevano per giustificare la loro posizione. 
La funzione di controllo venne ulteriormente sviluppata nei comitati. Con una lieve riforma del regolamento interno del Reichstag, nel 1912, il diritto di presentare una piccola richiesta al cancelliere del Reich fu introdotto anche per ogni parlamentare. La sua risposta era comunque senza discussione successiva. Inoltre, il diritto di interpellare venne ampliato nella misura in cui era possibile votare la questione in aula. Questo fu il caso, ad esempio, in relazione all'affare Zabern nel 1913, quando il Reichstag criticò il cancelliere Theobald von Bethmann Hollweg a larga maggioranza. Tuttavia, ciò non ebbe conseguenze ai sensi della legge costituzionale perché era coperto solo dal regolamento interno, ma non dal diritto costituzionale.
De iure, il Reichstag non ebbe alcuna influenza diretta sulla nomina o sul licenziamento del Cancelliere, poiché era sotto la responsabilità dell'imperatore. In pratica, tuttavia, nessuna politica poteva essere attuata a lungo termine contro il Reichstag, poiché questo doveva approvare le leggi e il bilancio. Il Cancelliere era politicamente responsabile nei confronti del Reichstag, anche se non doveva rassegnare le dimissioni in caso di voto di sfiducia.

### Posizione nella struttura del potere

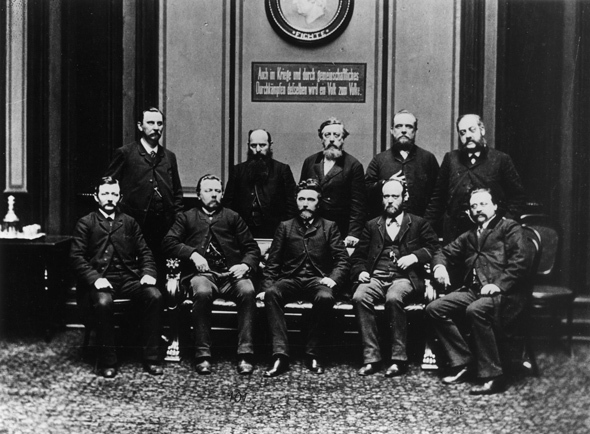
Membri del gruppo parlamentare socialdemocratico nel 1889

Anche se la responsabilità del governo di fronte al Parlamento aveva dei limiti, il Cancelliere aveva ancora bisogno dell'approvazione del Parlamento per le leggi e il bilancio. Nell'era del Positivismo giuridico, la regola basata sulle ordinanze non era più possibile. L'impero appena fondato richiedeva numerose leggi e l'economia e la società sempre più complesse portavano a un'ulteriore necessità di regole legali. Un esempio del potere del Reichstag fu il rifiuto del modello di colpo di Stato (1895) e del modello di prigione (1899) sostenuto sia dal governo che dall'imperatore. 
Il Cancelliere aveva bisogno di maggioranze nel Reichstag. L'importanza del Reichstag crebbe in relazione ai cambiamenti strutturali politici e sociali. Il suffragio universale maschile (uno dei più moderni del suo tempo) portò alla mobilitazione politica di massa. L'affluenza alle urne era passata dal 51% nel 1871 all'85% nel 1912. Le parti e i gruppi di interesse di tutti i tipi avevano formulato i loro interessi e li avevano portati a sostenere in Parlamento. Il Reichstag ricopriva quindi una posizione chiave nella struttura decisionale istituzionalizzata del Reich.
La posizione del Reichstag nei confronti del governo dipendeva naturalmente anche dalla struttura interna e dalla maggioranza. Il sistema multipartitico tedesco rendeva difficile la formazione della maggioranza parlamentare. Bismarck, per esempio, giocava le parti l'una contro l'altra, scommettendo sul cambiamento delle maggioranze o delle docili coalizioni. Dalla svolta conservatrice del 1878/79, le fazioni si limitarono spesso a reagire e a prevenire misure governative. La scarsa volontà delle parti di scendere a compromessi rese più facile al governo il raggiungimento dei suoi obiettivi, il quale, se necessario, usò i suoi poteri per sciogliere il parlamento. Nella successiva campagna elettorale, le campagne demagogiche avrebbero dovuto, in parte, garantire che le elezioni si svolgessero a favore del governo. La possibilità di scioglimento ebbe sempre un ruolo nel contesto delle decisioni parlamentari. 
Dopo l'era di Bismarck, la minaccia di scioglimento divenne sempre meno importante. Ciò fu dovuto al fatto che si erano sviluppati campi elettorali politici fissi. Fatta eccezione per le elezioni del 1907, le nuove elezioni non portarono cambiamenti che avrebbero migliorato la posizione dei governi. Ma il contrasto tra le parti politiche peggiorò, rendendo loro difficile agire unitariamente contro il governo.

## Presidente del Reichstag

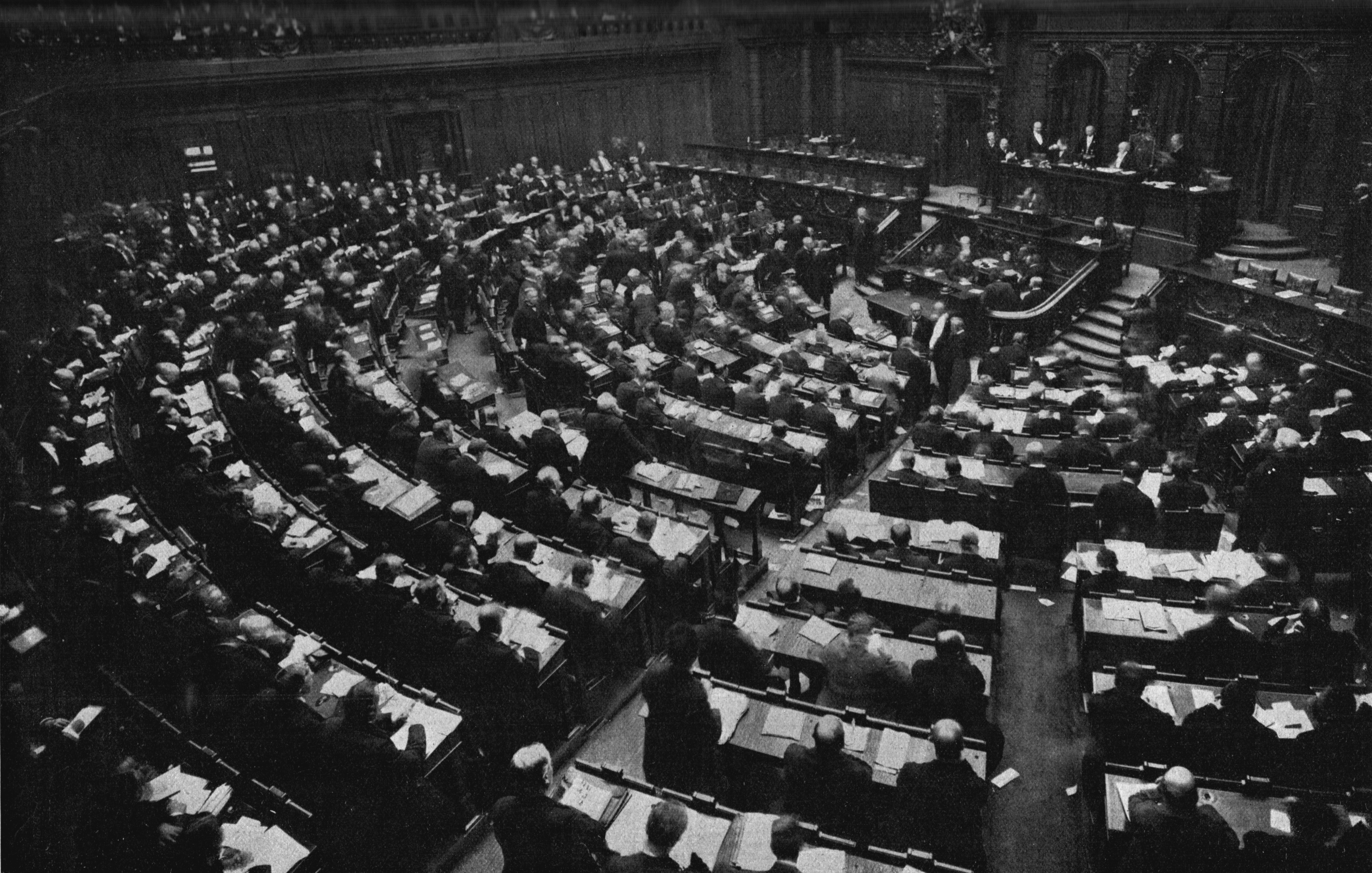
L'apertura del 13° Reichstag tedesco appena eletto, l'ultimo Reichstag prima della rivoluzione, il 7 Febbraio 1912, sotto la presidenza del presidente 82enne Albert Traeger, che morì poche settimane dopo.

| No. | Nome                                     | In carica | Fine del mandato |
| --- | ---------------------------------------- | --------- | ---------------- |
| 1   | Eduard Simson                            | 1871      | 1874             |
| 2   | Maximilian Franz August von Forckenbeck  | 1874      | 1879             |
| 3   | Otto Theodor von Seydewitz               | 1879      | 1880             |
| 4   | Adolf Graf von Arnim-Boitzenburg         | 1880      | 1881             |
| 5   | Gustav Konrad Heinrich von Goßler        | 1881      | 1881             |
| 6   | Albert Erdmann Karl Gerhard von Levetzow | 1881      | 1884             |
| 7   | Wilhelm von Wedel-Piesdorf               | 1884      | 1888             |
| 8   | Albert Erdmann Karl Gerhard von Levetzow | 1888      | 1895             |
| 9   | Rudolf Freiherr von Buol-Berenberg       | 1895      | 1898             |
| 10  | Franz von Ballestrem                     | 1898      | 1907             |
| 11  | Udo Graf zu Stolberg-Wernigerode         | 1907      | 1910             |
| 12  | Hans Graf von Schwerin-Löwitz            | 1910      | 1912             |
| 13  | Johannes Kaempf                          | 1912      | 1918             |
| 14  | Constantin Fehrenbach                    | 1918      | 1918             |

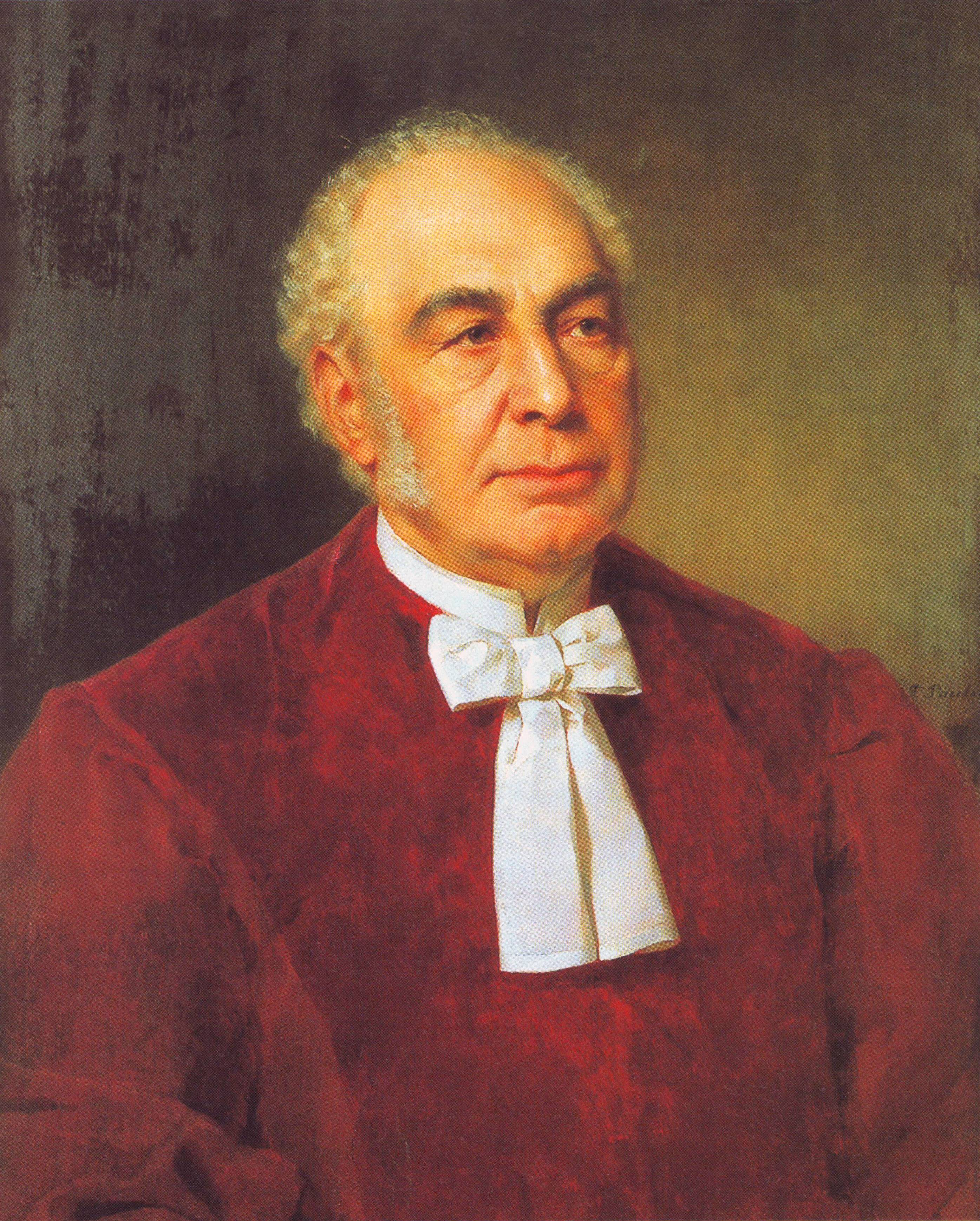
Eduard von Simson
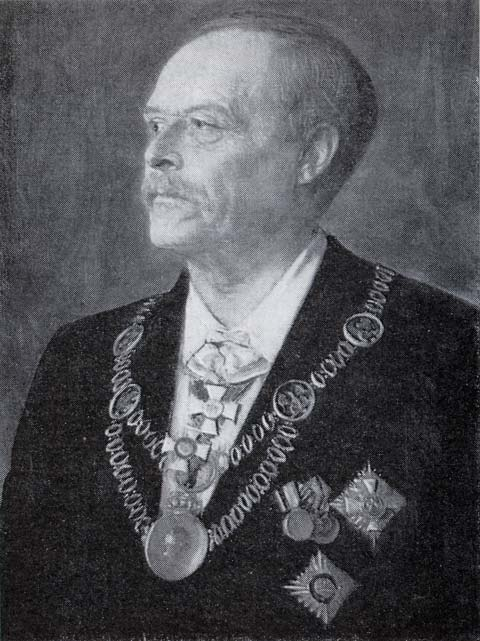
Max von Forckenbeck
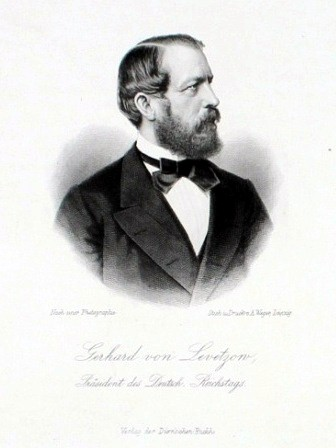
Albert von Levetzow
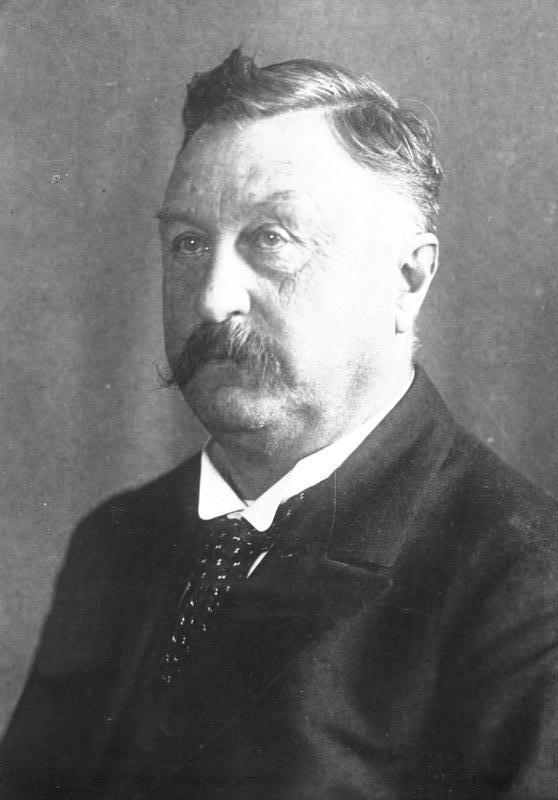
Constantin Fehrenbach

## Membri significativi del Reichstag durante il periodo imperiale

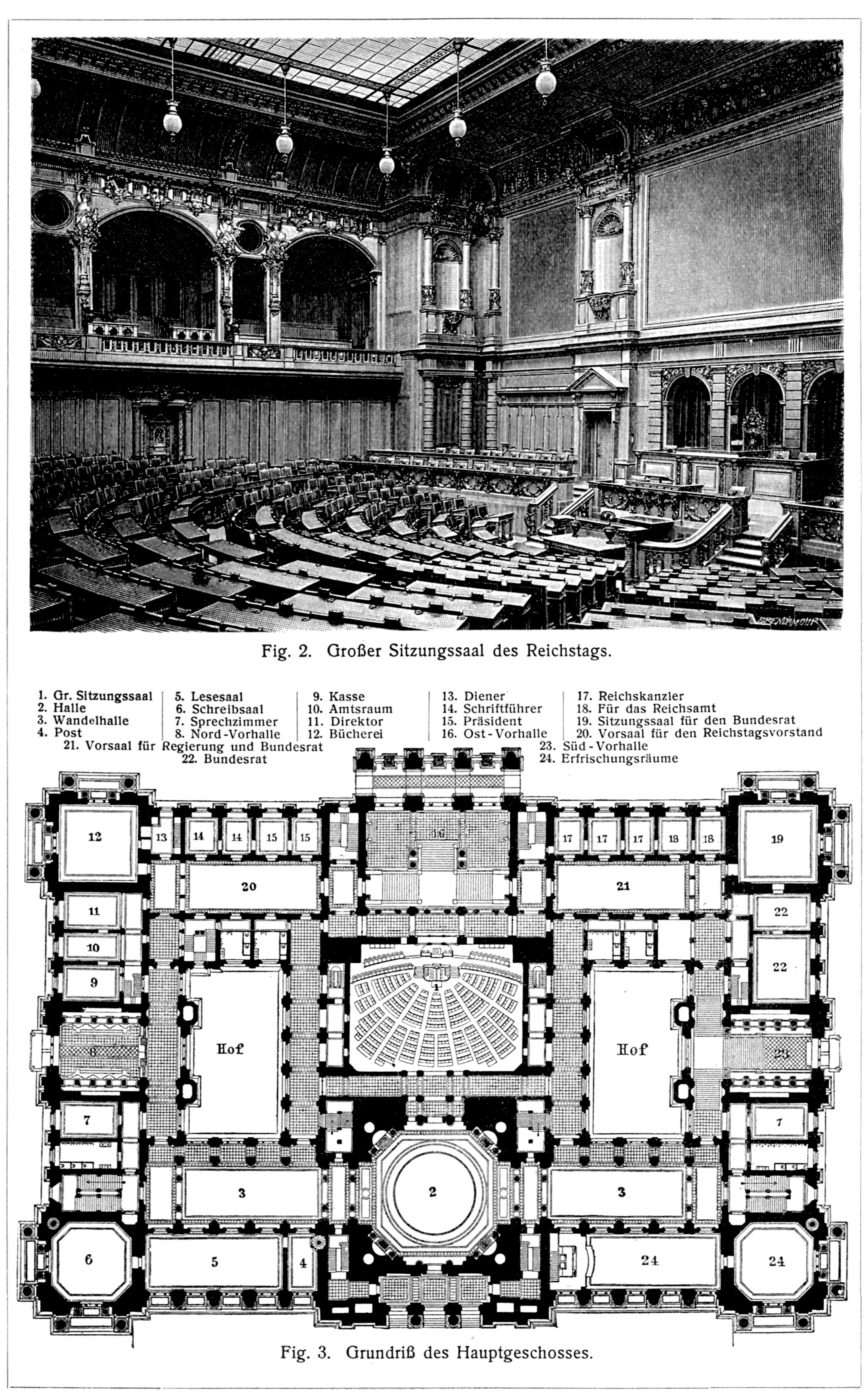
Reichstag: vista interna e pianta, Meyers Konversations-Lexikon 1905

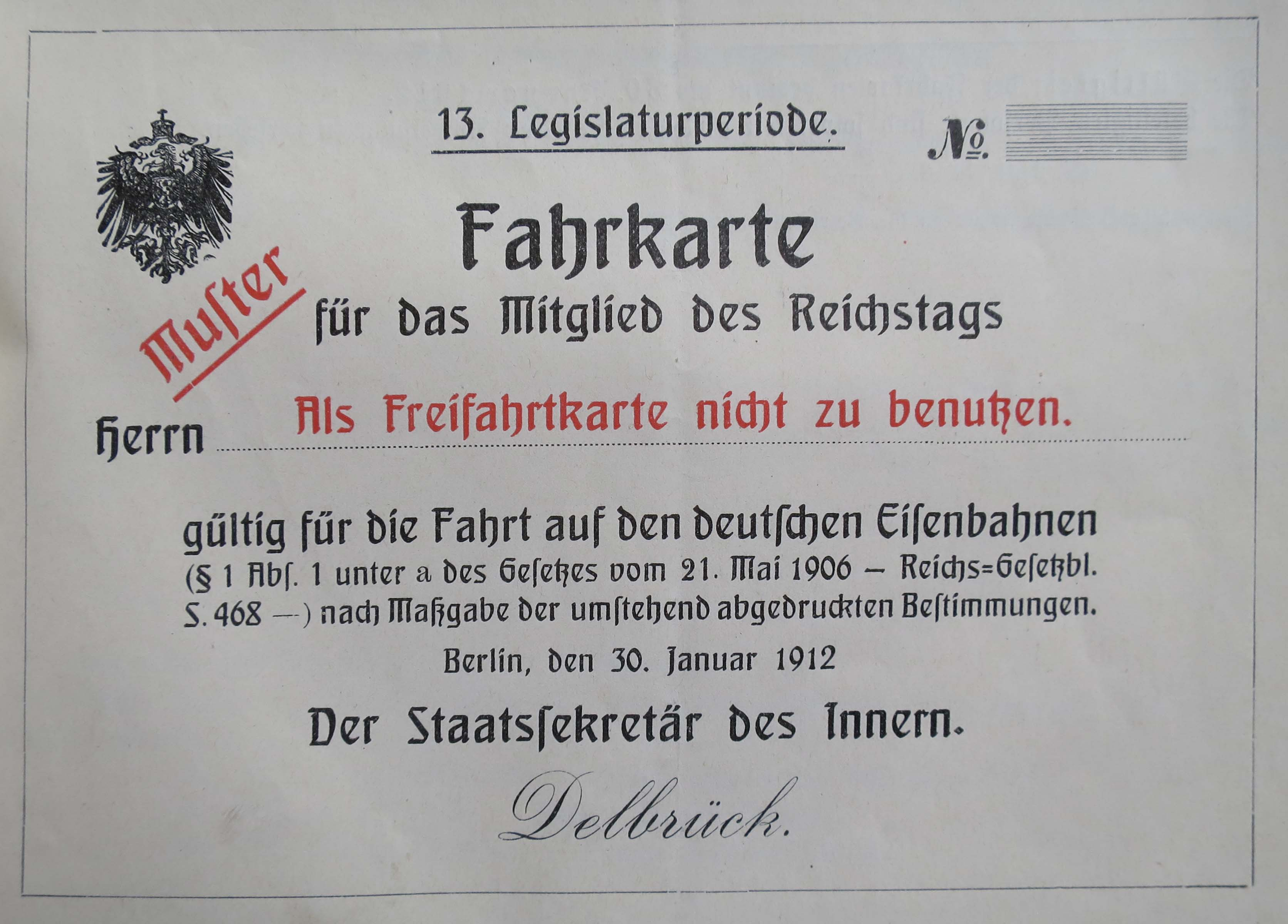
Modello del biglietto gratuito per i deputati sulle ferrovie tedesche per il 1912

- Ludwig Bamberger ( Partito nazionale liberale Unione liberale, Associazione liberale, Partito libero tedesco, Associazione Liberale)
- Theodor Barth ( PNL, Unione liberale, DFP, FVg )
- August Bebel ( SAP, quindi SPD)
- Rudolf von Bennigsen (NLP)
- Eduard Bernstein (SPD)
- Eduard Georg von Bethusy-Huc ( Partito conservatore liberale)
- Wilhelm Blos (SPD)
- Ludwig Brüel ( DHP, anche partito di Welfen)
- Karl Frohme (SPD)
- Albert Hänel ( Partito progressista tedesco, Partito Liberale Tedesco, Associazione Liberale)
- Wilhelm Hasenclever (ADAV, SAP, partiti precedenti dell'SPD)
- Wilhelm Hasselmann (ADAV, SAP)
- Max Hirsch ( Partito del Progresso Tedesco, DFP, FVp)
- Leopold von Hoverbeck (progressista)
- Korfanty Wojciech (Partito Democratico Nazionale Polacco, o Partito della Polonia)
- Philipp Ernst Maria Lieber (Partito di Centro Tedesco)
- Karl Liebknecht (SPD)
- Wilhelm Liebknecht (SAP, poi SPD)
- Ludwig Löwe (progressisti, DFP)
- Hermann von Mallinckrodt (Partito di Centro Tedesco)
- Helmuth Karl Bernhard von Moltke (Partito conservatore)
- Theodor Mommsen (NLP)
- Friedrich von Payer (DtVP)
- August Reichensperger (Partito di Centro Tedesco)
- Peter Reichensperger (Partito di Centro Tedesco )
- Eugen Richter (progressisti, DFP, FVp)
- Heinrich Rickert (NLP, Associazione Liberale, DFP, FVg)
- Burghard von Schorlemer-Alst (Partito di Centro Tedesco)
- Hermann Schulze-Delitzsch (progressisti, DFP)
- Paul Singer (SAP, poi SPD)
- Leopold Sonnemann ( DtVP )
- Franz August Schenk von Stauffenberg (Partito liberale tedesco), Vicepresidente del Reichstag
- Heinrich von Treitschke (PNL)
- Rudolf Virchow (progressisti, DFP, FVp)
- Ludwig Windthorst (Partito di Centro Tedesco )
- Richard Lipinski (SPD)